# Jan Carstenszoon
Jan Carstenszoon (ou Carstensz) foi um explorador neerlandês, de quem pouco se sabe com rigor.
Em 1623, esteve ao serviço da Companhia Neerlandesa das Índias Orientais na liderança de uma expedição à costa sul da Nova Guiné e além, para investigar supostos avistamentos de terras a sul nas viagens de Willem Janszoon em 1606.
Partindo da ilha Ambon nas Índias Orientais Neerlandesas com dois navios, o Pera e o Arnhem, Carstenszoon navegou pelo Golfo de Carpentária. Indo a terra buscar água para reserva, encontrou um grupo de aborígenes australianos. Carstenszoon descreveu-os como "gente pobre e de aspecto miserável" e "sem conhecimento de metais preciosos ou especiarias".
Em 8 de Maio de 1623, Carstenszoon e a sua tripulação combateram numa escaramuça com 200 Aborígenes na foz de um pequeno rio perto do Cabo Duyfken. Chamou ao rio rio Carpentier, e ao golfo Golfo de Carpentária em homenagem a Pieter de Carpentier, à época governador-geral das Índias Orientais Neerlandesas.
A Pirâmide Carstensz, em Irian Jaya, Indonésia (oeste da Nova Guiné) recebe o nome em sua memória. Avistou glaciares no topo da montanha em 1623. Carstenszoon foi ridicularizado na Europa quando disse que tinha visto neve perto da linha do Equador.